# Cratere Virrat
Virrat  è un cratere sulla superficie di Marte.